# خرید موشک اس۳۰۰ توسط ایران

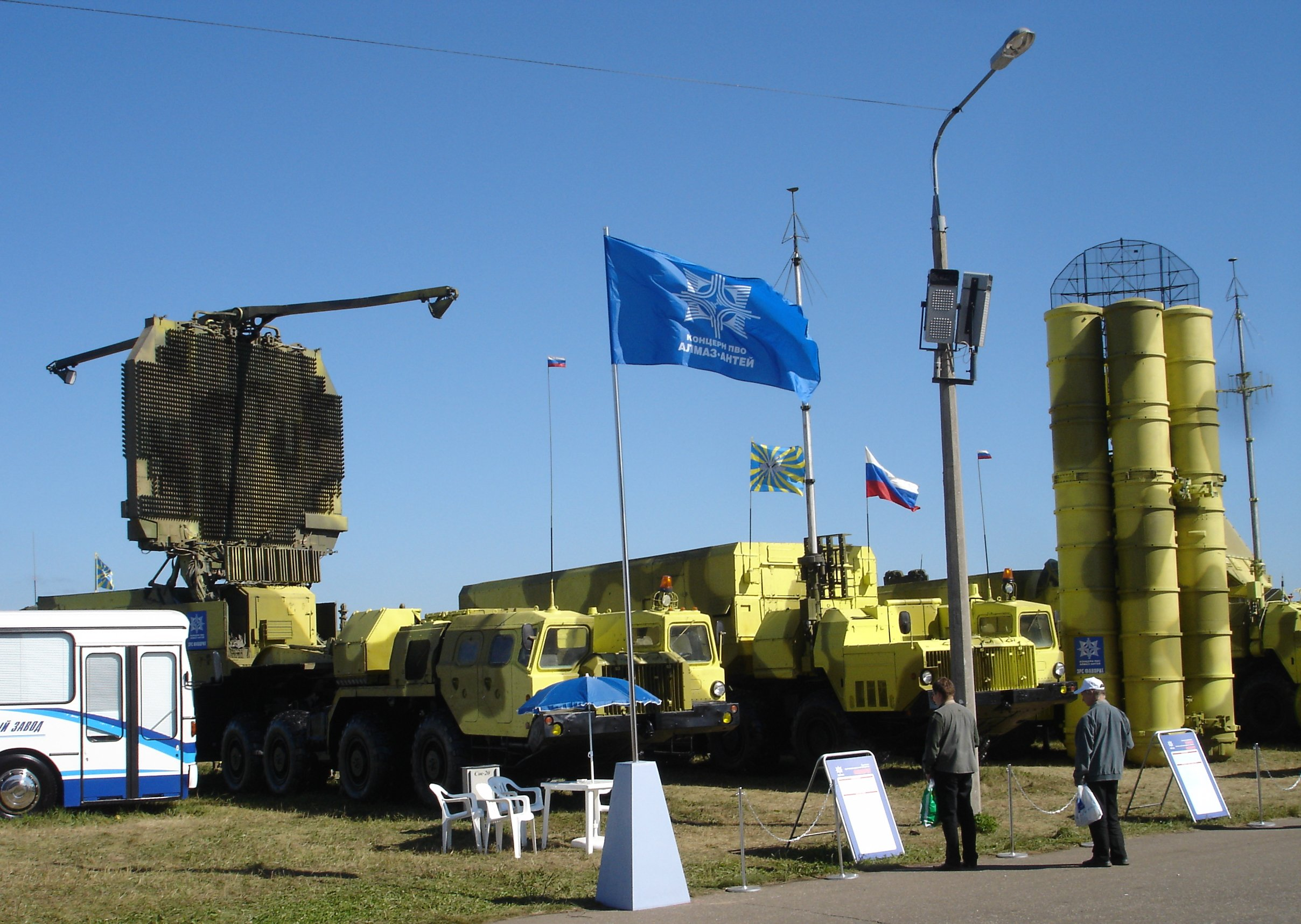
یک آتشبار اس-۳۰۰، رادار در سمت چپ تصویر قرار دارد

جمهوری اسلامی ایران در سال ۲۰۰۷ میلادی، یک رشته موشک‌های پیشرفته ضدهوایی موسوم به تور-ام ۱ را در قراردادی ۷۰۰ میلیون دلاری از روسیه دریافت کرد. وزیر دفاع روسیه در همان تاریخ اعلام کرد که در‌صورت تمایل ایران، روسیه آماده خواهد بود تا سیستم‌های دفاعی بیشتری را به ایران بفروشد.
همزمان، خبرهایی مبنی بر وجود مذاکراتی میان دولت ایران و بلاروس برای فروش موشک‌های پیشرفته ضدهوایی اس-۳۰۰ در اختیار دولت بلاروس به ایران منتشر شد که بلافاصله دبیرخانۀ شورای امنیت بلاروس تکذیب کرد.
کمتر از یک سال بعد مصطفی محمدنجار، وزیر دفاع جمهوری اسلامی ایران گفت که روسیه سیستم موشک‌های ضدهوایی اس-۳۰۰ را تحویل ایران خواهد داد اما دولت روسیه در واکنش، فروش موشک‌های اس-۳۰۰ به ایران را تکذیب کرد. در تاریخ ۱۰ اکتبر ۲۰۰۸ میلادی، آندری نسترنکو سخنگوی وزارت امور خارجه روسیه، در مورد احتمال فروش موشک‌های اس-۳۰۰ روسیه به ایران گفت: «ما مکرراً در بالاترین سطوح سیاسی گفته‌ایم که قصد تحویل این نوع سلاح‌ها را به کشورها در مناطق بی‌ثبات نداریم و این کار نه با منافع سیاسی کشور ما سازگار است و نه با هدف حفظ ثبات در این مناطق از جهان». این ممنوعیت در ۲۴ فروردین ۱۳۹۴ (۱۳ آوریل ۲۰۱۵) به فرمان ولادیمیر پوتین، رئیس‌جمهور روسیه لغو شد.

## سفر وزیر دفاع ایران به روسیه
در دی ۱۳۸۷، وزیر دفاع ایران از تحویل این سیستم خبر داد و بهمن ماه همان سال مصطفی محمد نجار، وزیر دفاع ایران برای مذاکرات مربوط به این سیستم به ایران به روسیه سفر کرد. قراردادی میان طرفین جهت دریافت ۵ سامانه اس-۳۰۰ به ارزش ۸۰۰ میلیون دلار منعقد شده بود اما روسیه از تحویل آن به ایران خودداری کرد.
در عین حال منابع روسی گفتند که این کشور فروش این سامانه به ایران را تا هنگام دیدار رؤسای جمهور آمریکا و روسیه در آوریل ۲۰۰۹ به تعویق خواهد انداخت.

#### مخالفت‌ها
وزارت دفاع ایالات متحده آمریکا در واکنش به خبرهای مبنی بر تلاش ایران برای خرید موشک‌های اس-۳۰۰ از روسیه، با نگران‌کننده خواندن چنین معامله‌ای از بالا رفتن توان دفاعی و نظامی جمهوری اسلامی ایران، ابراز نگرانی شدید کرد.
اسرائیل نیز در واکنش به احتمال انجام چنین معامله‌ای، با ابراز نگرانی از در اختیار گرفتن موشک‌های اس-۳۰۰ توسط جمهوری اسلامی ایران گفت که اگر قرار به حمله به ایران باشد، این حمله باید پیش از نصب سامانه موشکی ضد هوایی اس-۳۰۰ روسیه در ایران صورت گیرد.

## ممنوعیت تحویل موشک‌ها پس ازقطعنامه‌های سازمان ملل
نیکولای ماکارف، رئیس ستاد مشترک نیروهای مسلح روسیه در روز چهارشنبه ۲۲ سپتامبر برابر با ۳۱ شهریور ۱۳۸۹ اعلام کرد که روسیه به دلیل تحریم‌های بین‌المللی، تصمیم گرفته‌است که موشک‌های اس-۳۰۰ را به ایران تحویل ندهد و موشک‌های اس-۳۰۰ بی تردید شامل تحریم است.
او در پاسخ به این سؤال که آیا قرارداد مربوط به خرید این سیستم دفاع موشکی با ایران لغو خواهد شد یا خیر گفت: «این مسئله به رفتار ایران بستگی دارد».
ولادیمیر پوتین، نخست‌وزیر روسیه حدود سه ماه پیش و در دیدار با نیکولا سارکوزی، رئیس‌جمهوری فرانسه از تعلیق تحویل موشک‌های اس-۳۰۰ به ایران خبر داده بود.
این تصمیم با استقبال فرانسه و آمریکا مواجه شد اما خشم مقامات ایران را برانگیخت.
پس از این اظهار نظر دیمیتری مدودف، رئیس‌جمهوری روسیه، فرمان منع فروش موشک‌های ضد هوایی اس-۳۰۰ و تسلیحات سنگین دیگر به ایران را امضا کرد. البته در یک رژه ارتش جمهوری اسلامی ایران، یک سامانه بسیار شبیه به سامانه اس-۳۰۰ نمایش داده شد. همچنین در یک مستند لبنانی به نام لبه پرتگاه، مسعود جزایری از برخورداری ایران از سامانهٔ بومی معادل سامانه اس-۳۰۰ خبر داد. فرزاد اسماعیلی نام این سامانه بومی را باور ۳۷۳ اعلام کرد.

## لغو ممنوعیت فروش
چند روز پس از تفاهم هسته‌ای لوزان در ۱۳ فروردین ۱۳۹۴، ولادیمیر پوتین رئیس‌جمهور روسیه، در ۲۴ فروردین ۱۳۹۴ (۱۳ آوریل ۲۰۱۵) طی فرمانی ممنوعیت تحویل سامانه‌های موشکی دفاع هوایی اس – ۳۰۰ به ایران را لغو کرد. فرمان پوتین پس از سفر علی شمخانی دبیر شورای عالی امنیت ملی ایران به روسیه صادر شد.
دفتر مطبوعاتی کاخ کرملین در یادداشتی در مورد سند لغو ممنوعیت تحویل موشک‌های اس-۳۰۰ به ایران اعلام کرد: «فرمان رئیس جمهور روسیه، ممنوعیت انتقال سامانه‌های موشکی دفاع هوایی اس سیصد را از طریق خاک روسیه از جمله به شکل هوایی، انتقال از فدراسیون روسیه به جمهوری اسلامی ایران و نیز انتقال به جمهوری اسلامی ایران خارج از قلمرو فدراسیون روسیه به صورت دریایی و هوایی را لغو می‌کند».

### واکنش اسرائیل
وزیر اطلاعات و امور راهبردی اسرائیل در نخستین واکنش میان مقامات اسرائیلی به خبر تحویل اس-۳۰۰ به ایران گفت که تحویل این سامانه به ایران، نتیجه مشروعیت بخشیدن به جمهوری اسلامی ایران در تفاهم هسته‌ای لوزان است.

## تحویل سامانه اس-۳۰۰ به ایران
سرانجام پس از ۹ سال از امضای قرارداد فروش سامانه موشکی اس-۳۰۰ بین ایران و روسیه، این محموله از طریق راه انزلی وارد ایران شد.
ایران، در سال ۲۰۰۷ قرارداد خرید سامانه موشکی اس-۴۰۰-پی‌ام‌یو۱ را با روس‌ها امضا کرده بود که با عدم تحویل آن به ایران و گذشت سالیان دراز، خط تولید این سامانه در روسیه، کلا متوقف شده بود و ایران هم دیگر خواهان آن مدل از اس-۳۰۰ نبود، لذا ایران و روسیه توافق کردند که قرارداد را به‌روز کنند که این اتفاق سال گذشته رخ داد و تهران-مسکو، قرارداد جدیدی برای فروش اس-۳۰۰ به ایران امضا کردند اما مدل سامانه‌ای که قرار بود به ایران تحویل داده شود، هیچ وقت اعلام نشد.